# Дуз (город)
Дуз — город в вилайете Кебили Тунисской Республики. Известен как «ворота в Сахару».

## Расстояние до ближайших городов
По дороге он расположен в 31 км к юго-западу от города Блидт, в 125 км к юго-востоку от города Таузар, административного центра вилайета Таузар и в 475 км к югу от столицы — города Тунис.

## История
Город Дуз был прозван «пальмовым оазисом», так как в этом районе находится более 500 000 пальм. Раньше это была важная остановка в транс-сахарском маршруте. Сегодня же туристы приезжают сюда, чтобы посмотреть на пустыню Сахара. Также, теперь это место является отправной точкой для пустынных походов на верблюдах, мотоциклах и автомобилях.

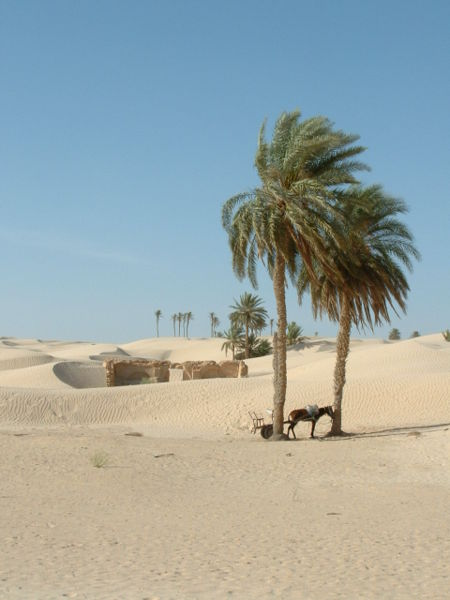
Пустынный оазис города Дуз

## Культура
В городе Дуз каждый год проходит традиционный четырёхдневный Международный Фестиваль Сахары. Обычно он проводится в ноябре или декабре. Фестиваль включает в себя поэтические чтения, традиционную музыку и танцы, верблюжью борьбу и гонки лошадей и салюки. В городе находится Музей Сахары, в котором представлены экспонаты традиционной кочевой пустынной культуры народа мразиг, которые в настоящее время живут в городе.

## Галерея

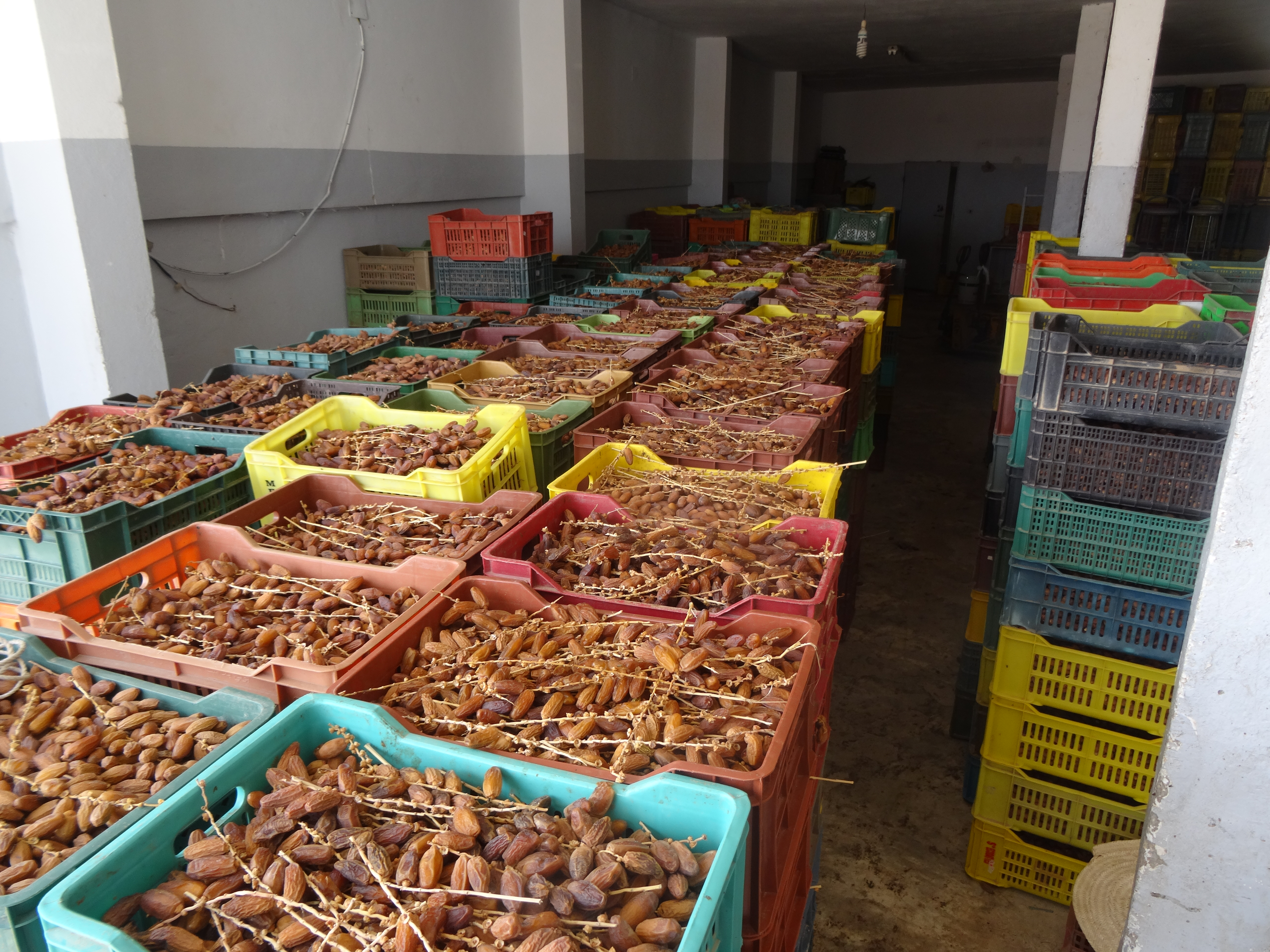
Урожай ждёт дальнейшей обработки
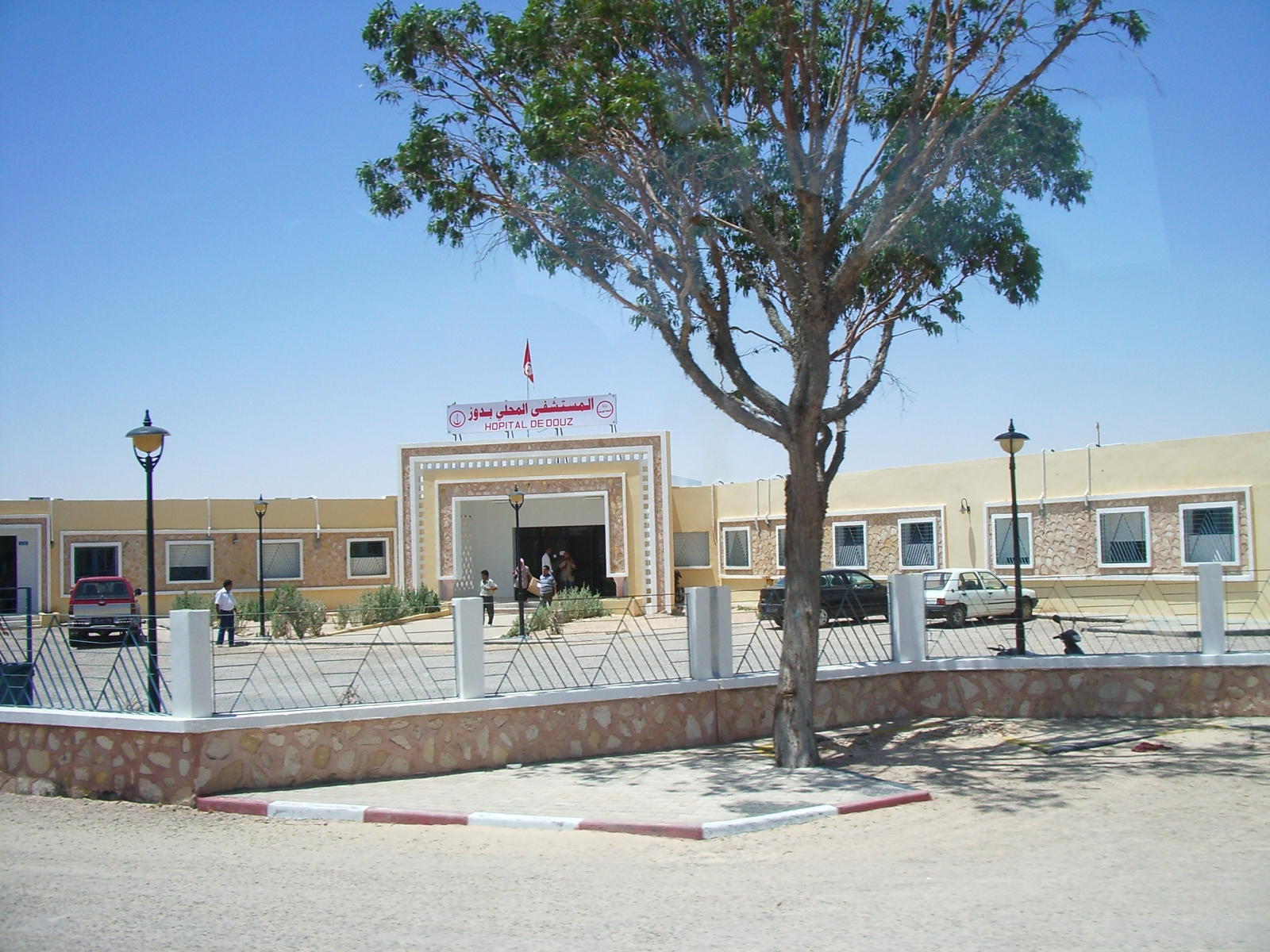
Больница в городе Дуз
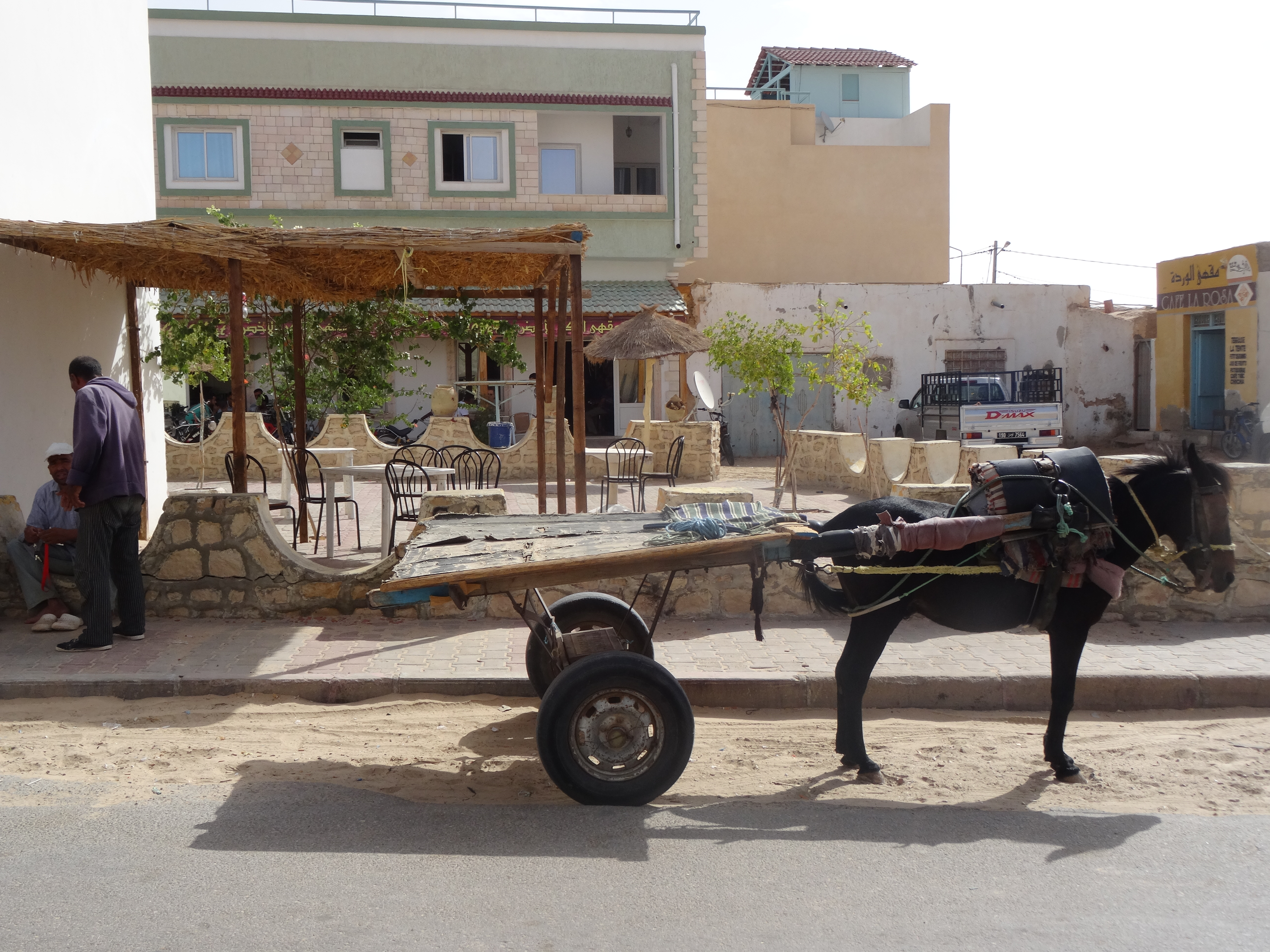
Ослиная повозка